# 銀鴿集團
漯河银鸽实业集团有限公司，河南能源化工集團旗下公司。
是以紙業、生物技术、纳米技术、房产、物流、投资咨询等業務。它的总部位于河南漯河市的漯河经济技术开发区。董事長為王伟，也就是在1967年由漯河市第一造纸厂成立。
旗下上市公司河南银鸽实业投资股份有限公司（上交所：600069）在1997年於上海證券交易所上市。其後在2011年，被河南能源化工集團收購，一併羅致旗下。值得一提，银鸽集团和永城煤電集團合資成立化肥生產商。
2016年6月23日，河南能源化工集團出售該公司股權，原因在過去2年內出現嚴重虧損。